# Samal (Davao du Nord)
Pour les articles homonymes, voir Samal.
Samal est une municipalité insulaire de la province du Davao du Nord, aux Philippines.
Sa population est de 95 874 habitants au recensement de 2010 sur une superficie de 301 km2, subdivisée en 46 barangays. Elle s'étend sur les deux îles de Garden City of Samal (la plus grande) et Talikud situées dans le golfe de Davao.